# Arne Johnson

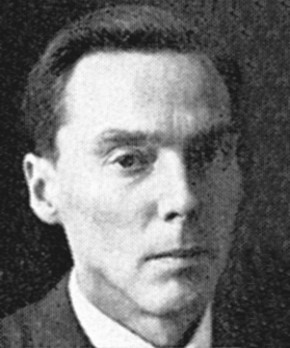
Arne Johnson.

Arne Ivar Johnson, född 13 april 1924 i Skövde, död 7 november 2006 i Danderyds församling, Stockholms län, var en svensk byggnadstekniker. 

## Biografi och verksamhet
Arne Johnson växte upp i Falköping och flyttade sedan till Stockholm där han avlade civilingenjörsexamen inom avdelningen för väg- och vattenbyggnad vid Kungliga tekniska högskolan 1948 och blev teknologie doktor och docent i byggnadsstatistik  1953 vid KTH. Han startade också 1953 sin egen konsultverksamhet, Arne Johnson Ingenjörsbyrå AB. Från 1966 var han professor i konstruktionslära vid KTH. Han var ordförande i Svenska betongföreningen från 1965 och vice ordförande i statens stålbyggnadskommission från 1967. Han invaldes 1965 som ledamot av Ingenjörsvetenskapsakademien, IVA, och var vice Preses i IVA 1977 till 1980. Arne Johnson var också en av initiativtagarna och stiftare till Fria Byggakademien, 1965, ett helt privat initiativ med syfte att öka kunnandet inom byggindustrins företagsledande genom att erbjuda en kostnadsfri fortbildning i företagsledning för i huvudsak unga samhällsbyggare i karriären.
Gift med Gunvor Johnson (1933–2012), född Sjöborg och fick tre döttrar - Maria Häggström, Helena Delleborn och Sofia Diklev. Makarna är begravda på Danderyds kyrkogård.